# La Haye-du-Theil
 La Haye-du-Theil  es una población y comuna francesa, en la región de Alta Normandía, departamento de Eure, en el distrito de Bernay y cantón de Amfreville-la-Campagne.

## Demografía
| 201 | 201 | 194 | 187 | 194 | 250 |
| Para los censos de 1962 a 1999 la población legal corresponde a la población sin duplicidades (Fuente: INSEE [Consultar]) |     |     |     |     |     |